# Alfa Romeo Dauphine

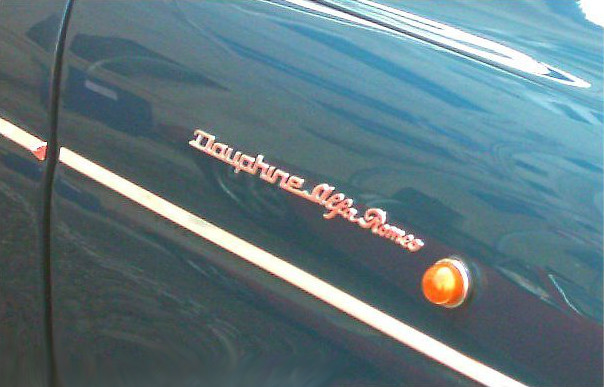
Detalle del logotipo "Dauphine Alfa Romeo", sobre el guardabarros delantero.

El Alfa Romeo Dauphine (o bien conocido por su nombre comercial Dauphine Alfa Romeo) fue un automóvil de turismo del segmento A fabricado en Italia por la firma Alfa Romeo. Se trataba en realidad de una versión italiana del modelo Renault Dauphine, que empezó a producirse en Italia gracias a un acuerdo alcanzado en octubre de 1958 entre la Régie Nationale des Usines Renault y Alfa Romeo.
La línea de montaje del Dauphine fue inaugurada entre el 3 y 4 de junio de 1959, en la localidad de Portello, en la Provincia de Milán y el encargado de inaugurar esta línea de montaje fue el propio presidente de la Régie Nationale des Usines Renault, Pierre Dreyfus. Estos autos fueron ensamblados en Milán, con partes fabricadas en Italia y componentes traídos directamente de Francia, por la propia Régie Renault.
El vehículo era el mismo Renault Dauphine francés, aunque ensamblado parcialmente en Italia, ya que algunos de sus componentes eran traídos de Francia. Estaba equipado con la mecánica original de Renault Dauphine, montando un motor trasero de 850 cc. acoplado a una caja manual de 4 marchas y alimentado por una batería de 12 V.

## Historia
En el año 1958, la entonces Régie Nationale des Usines Renault (entidad estatal creada para controlar las acciones de Renault en la posguerra) celebró un acuerdo con la firma italiana Alfa Romeo, para facilitar la creación de un representante de la marca francesa en la novel república italiana. De esta forma fue creada Renault Italia, filial que se encargaría de la importación de insumos de la marca francesa para futuras producciones. Al mismo tiempo este acuerdo contempló la producción en Italia de productos de Renault, aunque llevando el blasón de la Anónima Lombarda. De esta forma, en 1959 comenzó la producción en Portello del Dauphine, siendo comercializado como Dauphine Alfa Romeo. 
Este coche, no era otra cosa que el mismo Renault Dauphine francés, pero producido por Renault Italia desde las factorías de Alfa Romeo en Portello, por lo que el coche fue comercializado bajo esta última marca. Como curiosidad, el coche incorporaba su logotipo particular (la corona de la delfina) pero con la inscripción de Alfa Romeo en la parte superior.
La línea de montaje del nuevo Dauphine, fueron inauguradas el 3 y 4 de junio de 1959 por el entonces presidente y CEO de la Régie Renault, Pierre Dreyfus. Inicialmente fue ofrecido a un precio de 890.000 liras. A pesar de ello, existieron unidades importadas de Francia que eran vendidas a 950.000 liras, mientras que las versiones Gordini (únicamente ofrecidas por importación) eran ofrecidas a 1.900.000 liras. A pesar de ello, el Dauphine de Alfa Romeo pronto se convirtió en un éxito en Milán, siendo vendidas 6452 unidades en su primer año de producción. La cifra se elevó a 20047 unidades en 1960, en parte gracias a una reducción en el precio a 795.000 liras en diciembre de 1960. Previamente a ello, la caja Gordini de cuatro marchas pasó a ser estándar para toda la línea de producción, a partir de mayo de 1960.
En octubre de 1960 fue presentada la versión lujosa Ondine, similar a la producida por la matriz francesa y que fue ofrecida al precio de 845.000 liras. Sin embargo, su producción finalizó en 1963, siendo producidas apenas 2000 unidades.
Los niveles de ventas comenzaron a decaer en 1961, pasando de las 20047 unidades de 1960 a 19297 unidades vendidas. Las cifras siguieron bajando en los años siguientes, registrándose 11786 unidades en 1962 y 6347 en 1963. En 1964 se incorporan como elementos de serie los frenos a disco y el tablero negro mate al igual que en el modelo de Renault. A pesar de ello, solamente 6447 unidades fueron vendidas, 100 más que el año anterior pero lejos de lo producido en su primer año de ventas. La cifras continuaron declinando, pasando a 3120 clientes en 1965 y solo 345 en 1966.
El año 1966 representó el último año de producción del Dauphine Alfa Romeo, cerrando su producción envuelto en una serie de conflictos ocurrido entre los socios Renault, Alfa Romeo y Fiat, a la vez de haberse decretado la creación de un impuesto sobre el motor.
- [3]